# TMGE 106
『TMGE 106』（ティー・エム・ジー・イー 106）は、thee michelle gun elephantによる2枚目のベスト・アルバム。2000年12月13日発売。発売元はコロムビアミュージックエンタテインメント。アナログ盤も同時に発売。

## 解説
- 2000年までに発表された楽曲を厳選したベストアルバム。今までアルバムに収録されなかったシングル、c/w曲が多く収録されている。
- 選曲はメーカー・ディレクターである渡辺佳紀が行っている[1]。
- メンバー自身の要望により、『RUMBLE』の収録曲と、発売当時の最新シングルであった「ベイビー・スターダスト」は収録されていない[1]。
- チバは「ベスト盤なんて客観的にメーカーが作るもんだろ」とプレス資料を通じてコメントしている[1]。
- 初回盤のみ蓄光塗料ジャケット仕様。
- タイトルの「106」とはthee michelle gun elephantとしての楽曲が106曲という意味（2000年9月時点）。

## 収録曲
| 全作詞・作曲: チバユウスケ、全編曲: thee michelle gun elephant。 |                                     |              |              |      |
| #                                                                | タイトル                            | 作詞         | 作曲・編曲   | 時間 |
| 1.                                                               | 「G.W.D」(シングル・ヴァージョン)   | チバユウスケ | チバユウスケ | 4:04 |
| 2.                                                               | 「スモーキン・ビリー」              | チバユウスケ | チバユウスケ | 3:27 |
| 3.                                                               | 「ハイ!チャイナ!」                  | チバユウスケ | チバユウスケ | 2:58 |
| 4.                                                               | 「ブラック・タンバリン」            | チバユウスケ | チバユウスケ | 2:53 |
| 5.                                                               | 「リリィ」                          | チバユウスケ | チバユウスケ | 4:11 |
| 6.                                                               | 「アウト・ブルーズ」                | チバユウスケ | チバユウスケ | 4:15 |
| 7.                                                               | 「why do you want to shake?」       | チバユウスケ | チバユウスケ | 2:31 |
| 8.                                                               | 「blue nylon shirts」(from balcony) | チバユウスケ | チバユウスケ | 3:21 |
| 9.                                                               | 「ブギー」                          | チバユウスケ | チバユウスケ | 8:16 |
| 10.                                                              | 「バードメン」                      | チバユウスケ | チバユウスケ | 3:48 |
| 11.                                                              | 「Baby,please go home」             | チバユウスケ | チバユウスケ | 2:11 |
| 12.                                                              | 「VIBE ON!」                        | チバユウスケ | チバユウスケ | 2:25 |
| 13.                                                              | 「ジェニー」                        | チバユウスケ | チバユウスケ | 3:22 |
| 14.                                                              | 「リボルバー・ジャンキーズ」        | チバユウスケ | チバユウスケ | 4:28 |
| 15.                                                              | 「世界の終わり」(primitive version) | チバユウスケ | チバユウスケ | 5:46 |
| 16.                                                              | 「GT400」                           | チバユウスケ | チバユウスケ | 4:17 |
| 17.                                                              | 「ダニー・ゴー」                    | チバユウスケ | チバユウスケ | 4:56 |
| 合計時間:                                                        | 合計時間:                           | 67:09        |              |      |

## 楽曲解説
1. G.W.D (シングル・ヴァージョン) 
8thシングル、アルバム『ギヤ・ブルーズ』収録。シングル・バージョンはアルバム初収録。
2. スモーキン・ビリー
10thシングル、アルバム『ギヤ・ブルーズ』収録。
3. ハイ!チャイナ! 
アルバム『Chicken Zombies』収録。
4. ブラック・タンバリン
アルバム『cult grass stars』収録。
5. リリィ
3rdシングル、アルバム『High Time』収録。
6. アウト・ブルーズ
9thシングル、アルバム初収録。
7. why do you want to shake?
インディーズ・ミニ・アルバム『wonder style』収録。
曲の最後の歓声は収録されていない。
8. blue nylon shirts (from balcony)
アルバム『is this High Time ?(High timeのアナログ盤)』収録。
9. ブギー
アルバム『Chicken Zombies』収録。
10. バードメン
6thシングル、アルバム『Chicken Zombies』収録
11. Baby,please go home
アルバム『is this High Time ?』収録。アナログ収録ミックス。
12. VIBE ON!
7thシングル、アルバム初収録。
13. ジェニー
シングル「スモーキン・ビリー」c/w、アルバム初収録（海外版『ギヤ・ブルーズ』には収録）。
14. リボルバー・ジャンキーズ
アルバム『カサノバ・スネイク』収録。
15. 世界の終わり (primitive version)
1stシングル、アルバム『cult grass stars』収録。
16. GT400
11thシングル、アルバム『カサノバ・スネイク』収録。
17. ダニー・ゴー
アルバム『ギヤ・ブルーズ』収録。